# Црква Светог Климента Охридског у Скопљу
Црква Светог Климента Охридског у Скопљу је православна црква која се налази у центру Скопља, главног града Северне Македоније. Посвећена је светом Клименту Охридском. Припада Македонској православној цркви (МПЦ) и има статус саборног храма.
У овој цркви је 24. маја 2022. године одржана заједничка литургија поглавара МПЦ и СПЦ, на којој је српски патријарх Порфирије саопштио да је Свети архијерејски сабор Српске православне цркве на заседању које је завршено 20. маја донео одлуку о признању аутокефалности МПЦ.

## Изградња
Камен-темељац за изградњу храма је постављен 23. априла 1972. године, на основу пројекта архитекте Славка Брезоског. Црква је ротундног типа, димензија 36 x 36 m и састоји се само од купола и лукова, са укупном површином од около 1.000 m2, капацитета од 6.000 особа.
Главна црква је посвећена светом Клименту Охридском (ум.916), а доња црква је посвећена Богородици. Постоје и две капеле, једна посвећена цару Константину и царици Јелени, а друга светом мученику Мини Катуанском.